# Eugène Ulrix
Eugène Ulrix (* 30. Dezember 1876 in Tongern; † 14. Mai 1936 ebenda) war ein belgischer Romanist.

## Leben und Werk
Eugène Ulrix studierte bei Maurice Wilmotte in Lüttich. Er war Gymnasiallehrer in Dinant, Mons, Ostende, von 1903 bis 1919 in Brügge und ab 1919 in Tongern. 1923 bekam er einen Lehrauftrag für Vulgärlatein in Lüttich. Ab 1925 lehrte er an der Universität Gent. Von 1929 bis zu seinem Tod war er dort ordentlicher Professor (1931/1932 auch Dekan).

## Werke
- Bibliographie de l’histoire de Tongres (mit Charles Van den Haute), Tongern 1902
- Les rues de Tongres à travers les siècles, Tongern 1904
- Glossaire toponymique de la ville de Tongres et de sa franchise (mit Jan Paquay), in: Bulletin de la Société scientifique et littéraire de Limbourg 1907, 1908, 1926, 1933
- De Germaansche Elementen in de Romaansche Talen. Proeve van een germaansch-romaansch Woordenboek, Gent 1907
- Grammaire classique de la langue française contemporaine, Tongern 1910, 4. Auflage Lüttich 1932
- Grammaire élémentaire de la langue française contemporaine, 3. Auflage Tongern 1920
- Zuidlimburgsche Plaatsnamen (mit Jan Paquay), Löwen 1932